# 濱海南碼頭
濱海南碼頭（英語：Marina South Pier）是一個位於新加坡濱海南的碼頭。此碼頭主要服務乘坐渡輪或小型船隻前往南部島嶼的遊客，有前往龜嶼和聖約翰島的定期船次。
興建濱海南碼頭是為了替代因濱海堤壩工程關係而關閉的紅燈碼頭。濱海南碼頭於2006年4月啟用。

## 交通接駁

### 地鐵
最近的地鐵站是南北綫的濱海南碼頭地鐵站，在2014年11月23日啟用。興建中的湯申－東海岸線將會在碼頭附近設站，名為濱海南地鐵站。

### 巴士
402號巴士在濱海南碼頭附近設站。

## 外部連結
- 360°X360°互动图濱海南碼頭